# 基涅什马区
基涅什马区（俄语：Кинешемский район）是俄罗斯联邦伊万诺沃州下辖的一个区，其行政中心为基涅什马。据2016年统计，该区的人口为21988人。